# Pilgersdorf
Pilgersdorf est une commune autrichienne du district d'Oberpullendorf dans le Burgenland.
En 2018, elle comptait 1 656 habitants.